# Глориетта
Глориетта (от фр. gloriette  — уменьшительное от слова слава) — небольшое садово-парковое сооружение, как правило, открытый павильон с колоннадой. Обычно венчала возвышенность или замыкала перспективу. Наиболее известная глориетта находится в парковом комплексе Шёнбруннского дворца.

## Известные глориетты
- Глориетта Шёнбрунна (Австрия)
- Глориетта замка Эстерхази (Австрия)
- Глориетта парка Мускау (Германия/Польша)